# マニア
マニア（mania 英語発音: [ˈmeɪ.ni.ə]（メィニア））は、「狂気」の意味のギリシャ語に由来し、以下の複数の意味を持つ語。
1. 「狂気」。プラトン哲学の主要概念のひとつでもある。
2. 躁うつ病の躁状態（躁病）のこと。
3. 「ひとつのことに熱中する人」を意味する語。

現代日本では一般的に「ひとつのことに熱中する人」を意味する語として用いられる（英語では、熱狂状態にある人を指す語は maniac である）。

## 言葉
「マニア」の語源は、ギリシャ語で狂気を意味する μανία である。日本語では「〜狂（きょう）」と訳されることがある。
日本では、1914年発行の『外来語辞典』（勝屋英造、二松堂書店）に、英語からの外来語として「マニア」が収録されていることが確認できる。「マニア」は「狂、躁狂、狂気」と説明されている。このほかこの辞典には「ビブリオマニア」の語も収録されている。

## 精神疾患としてのmania
mania は、躁うつ病の躁状態（躁病）を指す語でもある。現行の診断名は双極性障害。
現代では精神疾患とされる症状（偏執症、依存症、衝動制御障害など）を指す語に、接尾辞 -mania を含むものがある。日本語に訳される際にそのままカタカナで置き換えられることもある。
- モノマニア (monomania) - 偏執症（の一種）
- クレプトマニア (kleptomania) - 窃盗症
- ニンフォマニア (nymphomania) - 女子色情症
- メガロマニア (megalomania) - 誇大妄想
- トキシコマニア (toxicomania) - 薬物依存症
- トリコチロマニア (trichotillomania) - 抜毛症
- ビブリオマニア (bibliomania) - 書籍を対象とするホーディング障害

## 社会現象としてのmania
熱狂的な状況についても mania が使われる。日本語に訳される際にそのままカタカナで置き換えられることもある。
- ダンシングマニア (英語: Dancing mania) - 中世ヨーロッパで記録された社会現象。原因には諸説ある。
- チューリップマニア (オランダ語: Tulpenmanie) - 1630年代のオランダで生じたチューリップへの投資熱。「チューリップ・バブル」などとも呼ぶ。
- レールウェイ・マニア (英語: Railway Mania) - 1840年代にイギリスで発生した鉄道への熱狂的な投資ブーム。「鉄道狂時代」とも訳される。
- ビートルマニア (Beatlemania)  - 英語においては、ビートルズファンの熱狂を指す語。
- アロンソマニア (Alonsomania) - フェルナンド・アロンソのファンを指すスペイン語起源の用語。スペインが全国規模でF1ブームを経験した2000年代に登場しました。

## 「ひとつのことに熱中する人」としてのマニア

### 英語の mania, maniac と日本語の「マニア」
英語の mania は熱狂などの「状態」を指す語であり、そのような状態にある「人」を指す語は主に maniac である（maniac には形容を指す用法もあるという）が、日本語では「人」を指す語として「マニア」が通用している。その点で日本語文脈の「マニア」は、「カタカナ英語」「和製英語」と言いうるものである。
近代に「マニア」という語が移入された日本では、趣味対象に「マニア」を付す用法が登場する。明治期には収集癖を指す「コレクトマニア」(collectomania) という語の用例があるが、いくつかの辞書では和製英語であると説明している。日本では「カーマニア」 (英語ではcar enthusiast) や「鉄道マニア」(英語では railfan, railway enthusias,  train buff など)などの語が用いられている。
ビブリオマニア (bibliomania) あるいはビブロマニア (Biblomania) という語は、強迫性障害の一種として書物を収集するものを指す用語として使われている（「蔵書癖」などとも訳されている）。これらの語は、あくまでも趣味として書籍収集に熱中したり書籍への愛着の度合いが著しかったりする愛書家（ビブリオフィリア Bibliophilia）とは区別されべきであると言われる。ただし、一般的な辞書の語釈では「ビブリオマニア」が愛書家の意味で説明されている。また、ビートルマニア (Beatlemania) は、英語ではビートルズファンの熱狂（社会現象）を指す語であるが、日本語文脈ではビートルズファンを指して用いられることがある。

### 「マニア」という語のニュアンス
英語の maniac には「手が付けられないほど度が過ぎた状態になった人」という否定的なニュアンスがある。ミッキー・グレースは、熱狂的な愛好者という意味であれば、maniac よりも fanatic と訳したほうが良いとしている。箱田勝良は mania cは「狂った人」を連想させるネガティブな意味合いの語であり、スポーツであれば "a baseball maniac" という表現もできなくはないが「大げさな表現」であり、総じて「あまり使わないほうがいい」とする。
日本語では「マニアック」は熱中のはなはだしさなどの程度を指す形容詞として使われている。知識についてしばしば肯定的に、畏敬の念とともに使われることもある。
日本において「マニア」という語の帯びる意味合いについては、「オタク」や「ファン」という語との「違い」や、自認・他称のあり方をも含めてさまざまな説明がある。「鉄道ファン」と「鉄道マニア」について、STYLE NIKKEI（日本経済新聞社）の2010年の記事では、主要には経済・消費の観点から「趣味」を捉える野村総合研究所の「中心となる鉄道マニアは約2万人」、「少しでも好きな人を含めた鉄道ファン」は「150万-200万人」という推計を紹介しているが、ここではおおむね趣味に対する程度の度合いとして使われている。
吉海直人は1980年代に「オタク」がネガティブな意味で論じられるようになった際に、「社会通念上好意的に認められている趣味」が「マニア」と認識された（ただし、一部のアニメファンやSFファンは自嘲と共に積極的に「オタク」を自任するようになり、平成期には「単純に何かに熱中している人、一つのテーマに没頭している人」として「オタク」のニュアンスが好転する）と説明する。
他方で、「鉄道マニア」のライフヒストリー調査を行った社会学者の塩見翔は「1980年代以降「マニア」という語は後に広まる「オタク」という語とともにネガティブな含みをもつ呼称としても使用された」という見解を示している。1990年代には鉄道趣味者の中で「鉄道マニア」を「悪い鉄道趣味者」の意味で用い、「鉄道ファン」とは区別しようとする言説も見られたという。

### 日本における「マニア」と同様の表現
好事家
日本語では「風流を愛する人」「物好き」「変わった物事に興味を抱く人」として「好事家（こうずか）」という表現がある。
癖（へき）
「癖」は「偏りのある好みが習性となったもの」を意味する語。精神疾患としてのmaniaの訳語（クレプトマニア→「盗癖」など）にも用いられているが、漢語文脈で趣味嗜好についても用いた。蘭癖、書癖、考証癖など。
～狂、～きちがい
「精神状態が尋常ではないこと」「程度が病的であること」を指す言葉が、趣味関心の対象の語尾に付されて用いられる例。上掲の通り、明治期にmaniaは「狂」と説明された。
「きちがい」やその省略形である「きち」（あるいはカタカナ表記の「キチ」）が使われることもあるが、今日では放送禁止用語となっている。「謡気狂（うたいきちがい）」、「人形気違い」、「カーきち」（＝自動車マニア）、漫画『釣りキチ三平』のタイトルにある「釣りキチ」など。
英語にも銃器マニアに対する「Gun nut」（nut=気違い、すなわち「銃キチ」である）のように、同様の表現がある。
フリーク
フリーク (freak) やフリークス (freaks) は、英語で「異形の者」を意味するが、ここから転じて熱狂的な人を指す語となった。日本語文脈でも「映画フリーク」などが用いられる。
ファン
芸能・スポーツなどの「熱心な愛好者」というのが語釈。「ファン」と「マニア」にはニュアンスの違いがあるともされる（「鉄道ファン」の項に「鉄道ファン」と「鉄道マニア」のニュアンスの違いについての記載がある）。
分野によってはファンダムという用語も用いられる。
なお、ファン (fan) という英語自体は「狂信者」(fanatic) から来ている。
おたく、～ヲタ
「おたく（オタク、ヲタク）」やその短縮形。「漫画オタク」、「アニメおたく」→「アニオタ」、「鉄道オタク」→「鉄ヲタ」など。
「おたく」と「マニア」にはニュアンスの違いがあるともされる（発祥・定義や展開についてはおたく参照）。
エンスージアスト
英語 enthusiast より。自動車趣味人は、1970年代まで「カーマニア」「カーキチ」と呼称されていたが、1980年代にはこれらの表現が衰退し、代わって「エンスージアスト」という呼称が台頭する。これは1984年に創刊された自動車雑誌『NAVI』の影響とされている。同誌に連載を持っていた渡辺和博によってさらに「エンスージアスト」を略した「エンスー」が広められ、「エンスーな車」といった形容詞的な用法もされる。「エンスー」という語は自動車やバイクの趣味の分野で使われており、分野を付した「カーエンスー」といった名称で趣味関心の志向を示すこともある。
愛好家
ギリシャ語に由来する英語の接尾辞 -フィリア -philia （-phil-参照）の訳語として選択されることが多い。
-philia は、日本語文脈においては「マニア」と重ねて用いられる。上掲の「ビブリオマニア」と混同される「ビブリオフィリア」や、フランス語の「シネフィル」で知られる Cinephilia、「オーディオマニア」 (Audiophilia) 、などの例がある。